# Bánd, Veszprém
Bánd  este un sat în districtul Veszprém, județul Veszprém, Ungaria, având o populație de 683 de locuitori (2011). 

## Demografie
Componența etnică a satului Bánd
     Maghiari (75,65%)
     Germani (23,96%)
     Ruși (0,39%)
Componența confesională a satului Bánd
     Romano-catolici (54,9%)
     Fără religie (9,81%)
     Reformați (4,98%)
     Atei (1,32%)
     Necunoscută (28,99%)
Conform recensământului din 2011, satul Bánd avea 683 de locuitori. Din punct de vedere etnic, majoritatea locuitorilor (75,65%) erau maghiari, cu o minoritate de germani (23,96%).  Din punct de vedere confesional, majoritatea locuitorilor (54,9%) erau romano-catolici, existând și minorități de persoane fără religie (9,81%), reformați (4,98%) și atei (1,32%). Pentru 28,99% din locuitori nu este cunoscută apartenența confesională.

## Personalități
- Anton Mádl (1929-2013), profesor universitar, critic literar
- Ferenc Mádl (1931-2011), președinte al Ungariei